# Mirina (città)
Mirina (in greco Μύρινα?) è un ex comune della Grecia nella periferia dell'Egeo Settentrionale (unità periferica di Lemno) con 7.488 abitanti secondo i dati del censimento 2001.
È stato soppresso a seguito della riforma amministrativa, detta piano Callicrate, in vigore dal gennaio 2011 ed è ora compreso nel comune di Lemno, sull'isola omonima.
Faceva parte della Prefettura di Lesbo
Erodoto narra che Mirina tentò di resistere all'assedio di Milziade, ma dovette infine arrendersi agli Ateniesi, che in questo modo si impadronirono dell'isola.